# زاوية سيدي علي بجربة
زاوية سيدي علي
معلم أثري تونسي مصنف من قبل المعهد الوطني للتراث يقع في ولاية مدنين في الجنوب الشرقي التونسي، تحديدا في جزيرة جربة تم تصنيف المعلم في يوم 15 مارس 2022.